# Shunt (arquitectura)
Shunt es un elemento arquitectónico que se utiliza para evacuación de olores y renovación del aire de núcleos húmedos que no poseen ventilación natural (ventanas). El sistema está pensado para funcionar principalmente en bloques de viviendas, donde los baños se encuentran unos sobre otros, y con un único conducto formado básicamente por tres piezas prefabricadas se consigue evacuar el aire de todas las plantas.
El shunt suele acompañarse de un aspirador estático en su parte superior, que permite la circulación del aire sin medios mecánicos.
Se trata por tanto de un medio de ventilación forzada no mecánica, según se recogía en las NTE.
Desde el 2006, con la aparición de Código Técnico de la Edificación, la aspiración debe ser mecánica o híbrida (mecánica más estática).
- Datos: Q6127262